# The Detective Is Already Dead./Episodenliste

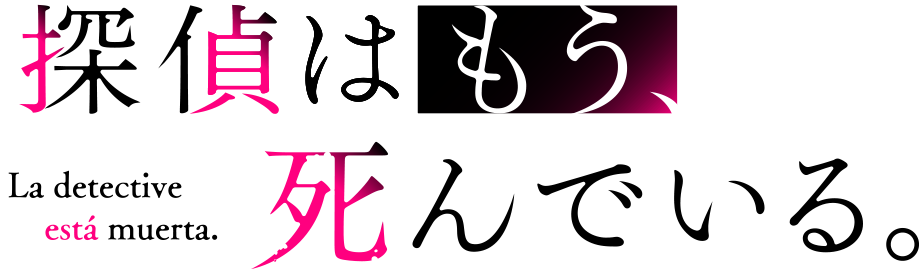
Japanischer Schriftzug

Diese Liste ist eine Übersicht über alle produzierten und ausgestrahlten Folgen der Anime-Fernsehserie The Detective Is Already Dead., deren erste Staffel zwischen dem 4. Juli und dem 19. September 2021 im japanischen Fernsehen gezeigt wurde.

## Produktion
Die Produktion einer Animeserie basierend auf der Romanreihe Tantei wa Mō, Shindeiru. des Autors Nigojū wurde am 20. Januar 2021 offiziell bekannt gegeben. Die zwölf Episoden umfasstende erste Staffel der Fernsehserie entstand unter der Regie von Manabu Kurihara im Animationsstudio ENGI. Deko Akao schrieb das Drehbuch basierend auf der Handlungsgeschichte der Romanvorlage, während das Charakterdesign von Yōsuke Itō entworfen wurde, der sich an den Illustrationen von Umibōzu orientierte. Die Serienmusik, die in der ersten Staffel zu hören ist, wurde von Yuuyu, Naoki Tano und Tatsuya Yano komponiert.
Am 24. Juli 2022 wurde im Rahmen eines speziellen Events bekannt gegeben, dass sich die Produktion einer zweiten Staffel offiziell in Arbeit befindet, ohne dass dabei weitere Informationen veröffentlicht wurden.

## Übersicht
| Staffel | Episodenanzahl | Erstausstrahlung in Japan | Erstausstrahlung in Japan | Deutschsprachige Erstausstrahlung | Deutschsprachige Erstausstrahlung |
| Staffel | Episodenanzahl | Staffelpremiere           | Staffelfinale             | Staffelpremiere                   | Staffelfinale                     |
| ------- | -------------- | ------------------------- | ------------------------- | --------------------------------- | --------------------------------- |
| 1       | 12             | 4. Juli 2021              | 19. September 2021        | unbekannt                         | unbekannt                         |
| 2       | unbekannt      | unbekannt                 | unbekannt                 | unbekannt                         | unbekannt                         |

## Staffel 1
Die erste Staffel, bestehend aus zwölf Episoden, wurde zwischen dem 4. Juli und dem 19. September 2021 auf AT-X, BS-NTV und TV Tokyo im japanischen Fernsehen gezeigt. Im deutschsprachigen Raum wurde die Serie auf Wakanim mit deutschen Untertiteln im Simulcast gezeigt. Später erhielten die zwölf Episoden der ersten Staffel eine deutsche Synchronisation und wurden zeitversetzt auf Wakanim veröffentlicht.
| Nr. (ges.) | Nr. (St.) | Deutscher Titel                                                   | Originaltitel                                                                                               | Erstausstrahlung Japan | Deutschsprachige Erstausstrahlung (D) |
| ---------- | --------- | ----------------------------------------------------------------- | --- | ---------------------- | ------------------------------------- |
| 1          | 1         | Gibt es einen Detektiv unter den Fluggästen?                      | お客様の中に、探偵の方はいらっしゃいませんか? (Okyaku-sama no Naka ni, Tantei no Kata wa Irasshaimasen ka?) | 4. Juli 2021           |                                       |
| 1          | 1         | Vorhang auf für die Teenie-Romcom                                 | 開幕、青春ラブコメ編 (Kaimaku, Seishun Rabukome-hen)                                                        | 4. Juli 2021           |                                       |
| 2          | 2         | Ich werde mich erinnern, jetzt, für immer                         | 今も、ずっと、憶えてる (Ima mo, Zutto, Oboeteru)                                                            | 11. Juli 2021          |                                       |
| 3          | 3         | Das ist nichts als Qualität                                       | それが、唯にゃクオリティ (Sore ga, Yui-nya Kuoriti)                                                         | 18. Juli 2021          |                                       |
| 4          | 4         | Was in jenen Augen zu sehen ist                                   | その瞳に視えているもの (Sono Hitomi ni Miete Iru Mono)                                                      | 25. Juli 2021          |                                       |
| 5          | 5         | Für die Zukunft ein Jahr später                                   | それは一年後の未来へ向けた (Sore wa Ichinen-go no Mirai e Muketa)                                           | 01. August 2021        |                                       |
| 6          | 6         | Der feuerrote Dämon und die Eiskönigin                            | 紅蓮の悪魔、氷の女王 (Guren no Akuma, Kōri no Joō)                                                          | 08. August 2021        |                                       |
| 7          | 7         | Eines Tages werde ich mich an diesen Tag erinnern                 | いつか、この日を思い出す (Itsuka, Kono Hi o Omoidasu)                                                       | 15. Aug. 2021          |                                       |
| 8          | 8         | So geht es erneut auf Reisen                                      | そうしてもう一度、旅にでる (Sōshite Mō Ichido, Tabi ni Deru)                                                | 22. Aug. 2021          |                                       |
| 9          | 9         | SPES                                                              | SPES | 29. Aug. 2021          |                                       |
| 10         | 10        | Deswegen kann ich kein Detektiv werden                            | だから俺は、探偵にはなれない (Da kara Ore wa, Tantei ni wa Narenai)                                         | 05. September 2021     |                                       |
| 11         | 11        | Ein Licht inmitten der Hoffnung                                   | 希望の中の光 (Kibō no Naka no Hikari)                                                                       | 12. Sep. 2021          |                                       |
| 12         | 12        | Die drei gleißenden Jahre, die ich mit dir verbracht habe, waren… | 君と過ごした、あの目も肢むような三年間は (Kimi to Sugoshita, Ano Me mo Shi Muyō na San Nenkan wa)           | 19. Sep. 2021          |                                       |

## Staffel 2
Die Produktion einer zweiten Staffel wurde im Juli 2022 angekündigt.